# Herb Krzanowic
Herb Krzanowic – jeden z symboli miasta Krzanowice i gminy Krzanowice w postaci herbu.

## Wygląd i symbolika
Herb przedstawia na czerwonej tarczy herbowej złotą koronę, a pod nią złoty miecz skierowany ostrzem w dół. Tarcza herbu otoczona jest czarną obwódką.

## Historia
Herb został nadany miastu w 1265 r. przez króla czeskiego Przemysła Ottokara II. 6 grudnia 2002 herb został określony w Statucie Gminy Krzanowice.